# Acostia gracilis
Acostia es un género monotípico de gramíneas perteneciente a la subfamilia de las panicóideas. Su único representante: Acostia gracilis Swallen, es originario de Sudamérica donde se encuentra en Ecuador, en Imbabura, hábita a orillas del río Lita, a una altitud de 501 [[altitud|m s. n. m. (metros sobre el nivel del mar)]].

## Taxonomía
Acostia gracilis fue descrita por Jason Richard Swallen y publicado en Boletín de la Sociedad Argentina de Botánica 12: 109–110. 1968.
Etimología
Acostia: nombre genérico que fue nombrado en honor de M.Acosta-Solís, colector del espécimen tipo. 
gracilis: epítetos latino que significa "delgado, esbelto".
Sinonimia
- Panicum acostia R.D.Webster.[4]«Acostia gracilis». World Checklist of Selected Plant Families.